# Pompilinae
Pompilinae là một phân họ của họ ong bắp cày ký sinh với đặc trưng là hay đẻ trứng vào thân thể của con mồi sau đó để chúng phá hủy con mồi.

## Các loài
Phân họ này có khoảng hơn 2.000 loài trong 65 chi:
Tông Aporini
- Aporus Spinola 1808

Tông Homonotini
- Homonotus Dahlbom 1843

Tông Pompilini
- Abripepsis Banks 1946
- Aeluropetrus Arnold 1936
- Aetheopompilus Arnold 1934
- Agenioidevagetes Wolf 1978
- Agenioideus Ashmead 1902
- Alasagenia Banks 1944
- Allaporus Banks 1933
- Allochares Banks 1917
- Alococurgus Haupt 1937
- Amblyellus Wolf, 1965
- Anoplagenia Bradley 1946
- Anoplioides Haupt 1950
- Anoplius Dufour, 1834
- Apareia Haupt 1929
- Apinaspis Banks 1938
- Aplochares Banks 1944
- Aporinellus Banks 1911
- Arachnospila Kincaid 1900
- Argyroclitus Arnold 1937
- Argyrogenia Bradley 1944
- Aridestus Banks 1947
- Arnoldatus Pate 1946
- Arpactomorpha Arnold 1934
- Aspidaporus Bradley 1944
- Atelostegus Haupt 1929
- Austrochares Banks 1947
- Austrosalius Turner 1917
- Baguenaia Giner Mari 1942
- Bambesa Arnold, 1936
- Batozonellus Arnold 1937
- Batozonoides Haupt 1950
- Calopompilus Ashmead 1900
- Ceropalites Cockerell 1906
- Chalcochares Banks 1917
- Chelaporus Bradley 1944
- Ciliaporus Wahis 1970
- Claveliocnemis Wolf 1968
- Cliochares Banks 1941
- Cordyloscelis Arnold 1935
- Ctenostegus Haupt 1930
- Cyemagenia Arnold 1934
- Dasyclavelia Haupt 1929
- Dendropompilus Williams 1947
- Derochorses Banks 1941
- Dicranoplius Haupt 1950
- Dicyrtomellus Gussakowski 1935
- Dimorphagenia Evans 1973
- Dolichocurgus Haupt 1937
- Drepanaporus Bradley 1944
- Dromochares Haupt 1930
- Dromopompilus Heymons 1915
- Eidopompilus Kohl 1899
- Elaphrosyron Haupt 1929
- Entomobora Gistel 1857
- Eoferreola Arnold 1935
- Epiclinotus Haupt 1929
- Episyron Schiödte, 1837
- Euplaniceps Haupt 1930
- Euryzonotulus Arnold 1937
- Evagenia Banks 1946
- Evagetes Lepeletier 1845
- Ferreolomorpha Ashmead 1900
- Gilbertellana Pate 1946
- Gonaporus Ashmead 1902
- Hadroclavella Haupt 1962
- Hauptiella Arnold 1936
- Herpetosphex Arnold 1940
- Heterodontonyx Haupt 1935
- Heteronyx Saussure 1887
- Hormopogonius Arnold 1934
- Icazus Priesner 1966
- Idiaporina Evans 1974
- Iridomimusv Evans 1970
- Kyphopompilus Arnold 1960
- Lissagenia Banks 1946
- Melanoporus Ashmead 1902
- Metaposcopus Haupt 1962
- Microclavelia Haupt 1957
- Microferreola Haupt 1935
- Microphadnus Cameron 1904
- Micropompilus Priesner 1955
- Mimocurgus Haupt 1937
- Minotocyphus Banks 1934
- Morochares Banks 1934
- Mystacagenia Evans 1973
- Nannaporus Priesner 1966
- Nanoclavelia Priesner 1948
- Narochares Banks 1934
- Neanoplius Banks 1947
- Neoplaniceps Bradley 1944
- Nesopompilus Williams 1947
- Notoplaniceps Bradley 1944
- Pachycurgus Haupt 1937
- Pamirospila Wolf 1970
- Parabatozonus Yasumatsu 1936
- Paracyphononyx Gribodo 1884
- Paraferreola Sustera 1913
- Paragenioideus Wolf 1968
- Paranoplius Haupt 1929
- Parapsilotelus Arnold 1960
- Paraschistonyx Haupt 1962
- Pareiaxenus Haupt 1962
- Pareiocurgus Haupt 1930
- Pedinpompilus Wolf 1961
- Phanagenia Banks 1933
- Phanochilus Banks 1944
- Plagomma Haupt 1941
- Platydialepis Haupt 1941
- Podagenia Priesner 1973
- Poecilocurgus Haupt 1937
- Poecilopompilus Howard 1901
- Pompilopterus Rasnitsyn 1975
- Pompilus Fabricius 1798
- Priochilus Banks 1944
- Psammoderes Haupt 1929
- Pseudageniella Haupt 1959
- Pseudoclavelia Haupt 1930
- Pseudoferreola Radoszkowski 1888
- Pseudopedinaspis Brauns 1906
- Pseudosaliusv Ashmead 1904
- Psilotelus Arnold 1932
- Psoropempula Evans 1975
- Psorthaspis Banks 1912
- Pygmachus Haupt 1930
- Quiris Pate 1946
- Rhabdaporus Bradley 1944
- Rhynchopompilus Arnold 1934
- Schistonyx Saussure 1887
- Sericopompilus Howard 1901
- Spuridiophorus Arnold 1934
- Stolidia Priesner 1966
- Syntomoclitus Arnold 1937
- Tachyagetes Haupt 1930
- Tachypompilus Ashmead, 1902
- Taeniaporus Haupt 1930
- Tagalochares Banks 1934
- Tastiotenia Evans 1950
- Teinotrachelus Arnold 1935
- Telostegus Costa 1887
- Telostholus Haupt 1929
- Trachyglyptus Arnold 1934
- Tupiaporus Arle 1947
- Turneromyia Banks 1941
- Xenanoplius Haupt 1950
- Xenapoplius Haupt 1950
- Xenaporus Ashmead 1902
- Xenocurgus Haupt 1937

Tông Psammoderini
- Arachnotheutes Ashmead 1893
- Ferreola Lepeletier 1845
- Micraporus Priesner 1955
- Pseudopompilus Costa, 1887